# 清涼山公園

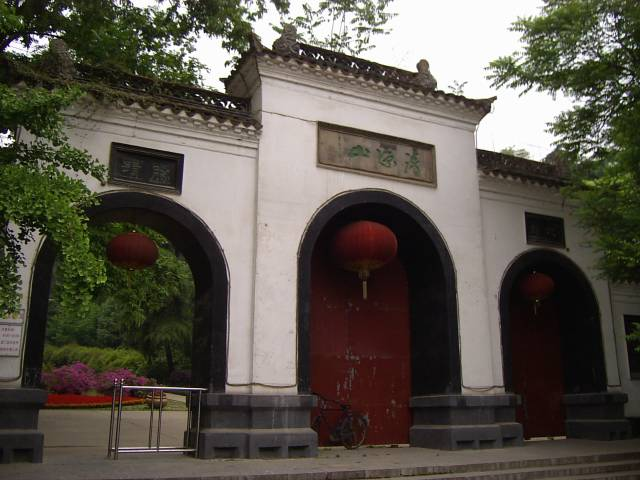

清涼山公園（せいりょうざんこうえん）は中国南京市鼓楼区に位置する清涼門の東にある公園。
近くには国防園、呉の孫権が築いた石頭城がある。
清涼山は六朝の時代からの歴史があり、古くは南唐の皇帝たちの避暑地でもあった。現在でも園内には南唐の頃の古井戸である還陽井が残っている。
園内西側には明末清初の画家で詩人の龔賢（1618-1689）の旧居がある。園内東側には駐馬坡があり、諸葛亮が曹操に対抗するために呉の孫権との同盟を実現すべく秣陵（南京）を訪れた際、駐馬坡にて馬を停め休息をとり、この地の地形を見て帝王の地と賞賛したという伝説が残っている。現在の駐馬坡にはその様子を表した壁画を見ることができる。
周辺には孫権が築いた石頭城、諸葛亮が馬に水を飲ませたと伝えられる諸葛飲馬処がある烏龍潭公園がある。

## 入場料・開園時間
- 入場料：8元（2004年現在）
- 時間：6:00～21:00（2004年現在）

座標: 北緯32度03分07秒 東経118度45分18秒 / 北緯32.051846度 東経118.75508度